# Kamion (powiat sochaczewski)
Kamion – wieś w Polsce położona w województwie mazowieckim, w powiecie sochaczewskim, w gminie Młodzieszyn. Ma status sołectwa.

## Historia
Wieś należała do starostwa wyszogrodzkiego w 1617 roku. W latach 1954–1972 wieś należała i była siedzibą władz gromady Kamion. W latach 1975–1998 miejscowość należała administracyjnie do województwa skierniewickiego.
| SIMC    | Nazwa             | Rodzaj     |
| ------- | ----------------- | ---------- |
| 0731956 | Kamion Duży       | przysiółek |
| 0731962 | Kamion Mały       | część wsi  |
| 0731979 | Kamion Podgórny   | przysiółek |
| 0731985 | Kamion Poduchowny | część wsi  |
| 0731991 | Nowy Kamion       | część wsi  |